# Gajedi
Gajedi (en népalais : गजेडी) est un comité de développement villageois du Népal situé dans le district de Rupandehi. Au recensement de 2011, il comptait 12 423 habitants.